# Најстарији људи у Србији
Ово је списак потврђених најстаријих људи који су живели на територији данашње Србије, укључујући и српске суперстогодишњаке (људе који су живели преко 110 година).

## Најстарији живи људи у Србији
Ово су неки од најстаријих живих људи у Србији.
| Место | Име                 | Пол | Рођење              | Старост              | Место рођења                    | Пребивалиште                 |
| ----- | ------------------- | --- | ------------------- | -------------------- | ------------------------------- | ---------------------------- |
| 1     | Милка Бауковић      | Ж   | 5. фебруар 1915.    | 110 година, 177 дана | Папићи, Аустроугарска           | Београд                      |
| 2     | Даница Булатовић    | Ж   | 17. август 1917.    | 107 година, 349 дана | Колашин, Аустроугарска          | Лесковац                     |
| 3     | Живорад Марковић    | М   | 9. октобар 1919.    | 105 година, 296 дана | Београд                         | Београд                      |
| 4     | Вукосав Ђорђевић    | М   | 10. септембар 1920. | 104 године, 325 дана | Црни Врх код Књажевца           | Зајечар                      |
| 5     | Добрила Драгојерац  | Ж   | 30. септембар 1920. | 104 године, 305 дана | Долово код Панчева              | Панчево                      |
| 6     | Резлица Радојковић  | Ж   | 29. новембар 1920.  | 104 године, 245 дана | Преконога код Сврљига           | Преконога код Сврљига        |
| 7     | Марија Петровић     | Ж   | 19. јануар 1921.    | 104 године, 194 дана | Кутерево, Краљевина Југославија | Нови Сад                     |
| 8     | Загорка Раднић      | Ж   | 25. март 1921.      | 104 године, 129 дана | Грнчара код Лознице             | Грнчара код Лознице          |
| 9     | Видосава Трнинић    | Ж   | 28. јун 1921.       | 104 године, 34 дана  | Дренов До код Јајца             | Сириг код Темерина           |
| 10    | Манасија Миленковић | Ж   | 1. септембар 1921.  | 103 године, 334 дана | Велике Пчелице код Крагујевца   | Горња Сабанта код Крагујевца |
| 11    | Паулина Рац         | Ж   | 16. септембар 1921. | 103 године, 319 дана | Бачинци код Шида                | Сремска Митровица            |
| 12    | Десанка Ђорђевић    | Ж   | 25. јануар 1922.    | 103 године, 188 дана | Азања                           | Азања                        |
| 13    | Милисав Лукић       | М   | 23. април 1922.     | 103 године, 100 дана | Доња Горевница код Чачка        | Општина Ниш                  |
| 14    | Наталија Николић    | Ж   | 25. мај 1922.       | 103 године, 68 дана  | Ниш                             | Ниш                          |
| 15    | Ранка Костић        | Ж   | 18. јун 1922.       | 103 године, 44 дана  | Врмџа код Сокобање              | Врмџа код Сокобање           |
| 16    | Јованка Виденовић   | Ж   | 1. октобар 1922.    | 102 године, 304 дана | Сремска Митровица               | Београд                      |

## Српски суперстогодишњаци
Српски суперстогодишњаци су људи који су живели више од 110 година и чије су године званично потврђене од стране међународних научноистраживачких институција као што је: геронтолошка истраживачка група (GRG) која се посебно бави истраживањем најстаријих људи по државама, а особе или њихови чланови породице који тврде да су старији од 110 година морају доставити неопходну документацију електронским путем у GRG. Тражена документа су оригинални запис о рођењу или крштењу, извод из матичне књиге венчаних и извод из матичне књиге умрлих ако је особа преминула пре процеса валидације.
- До сада, најстарија документована особа која је икада живела у Србији, била је Јелисавета Вељковић (1904—2016) која је живела 112 година и 94 дана.
- Друго место заузима Милка Бауковић (рођена 5. фебруара 1915) која је још увек жива у доби од 110 година и 177 дана.
- Треће место заузима Тамара Крутиков (1912—2022) која је живела 110 година и 101 дан. Старост Јелисавете Вељковић и Тамаре Крутиков, званично је потврдило међународно тело за истраживање дуговечности, то јест Геронтолошка истраживачка група.
- Најстарији мушкарац који је икада живео у Србији, био је Јово Латиновић (1901—2011), који је живео 109 година и 239 дана, међутим најстарији етнички Србин икада, био је Јован Јовановић (1906—2016), рођен у Црној Гори, а преминуо у Босни и Херцеговини, у доби од 110 година и 15 дана.

## Најстарији људи у историји Србије (107+)
Потврђена доб (умрли)
      Потврђена доб (живи)

| Место | Име                  | Пол | Датум рођења        | Датум смрти        | Године               | Место рођења              | Место смрти/Пребивалиште |
| ----- | -------------------- | --- | ------------------- | ------------------ | -------------------- | ------------------------- | ------------------------ |
| 1     | Јелисавета Вељковић  | Ж   | 18. јул 1904.       | 20. октобар 2016.  | 112 година, 94 дана  | Равна Гора, Аустроугарска | Савски Венац, Београд    |
| 2     | Милка Бауковић       | Ж   | 5. фебруар 1915.    | Жива је            | 110 година, 177 дана | Папићи, Аустроугарска     | Београд                  |
| 3     | Тамара Крутиков      | Ж   | 27. март 1912.      | 6. јул 2022.       | 110 година, 101 дан  | Дњепар, Руска Империја    | Нови Београд, Београд    |
| 4     | Јово Латиновић       | М   | 19. август 1901.    | 15. април 2011.    | 109 година, 239 дана | Колунић, Аустроугарска    | Београд                  |
| 5     | Антоније Младеновић  | М   | 30. јун 1860.       | 29. децембар 1969. | 109 година, 182 дана | Богдановац (Бабушница)    | Богдановац (Бабушница)   |
| 6     | Костадина Шимбо      | Ж   | 20. октобар 1894.   | 4. април 2004.     | 109 година, 167 дана | Костур, Краљевина Грчка   | Ниш                      |
| 7     | Костадинка Момировић | Ж   | 6. март 1900.       | 8. јул 2009.       | 109 година, 124 дана | Извор                     | Буљане                   |
| 8     | Надежда Павловић     | Ж   | 1. јануар 1912.     | 16. април 2021.    | 109 година, 105 дана | Високо, Аустроугарска     | Београд                  |
| 9     | Стојна Будимировић   | Ж   | 1. мај 1894.        | 9. мај 2003.       | 109 година, 8 дана   | Ракова Бара               | Ракова Бара              |
| 10    | Ђука Убовић          | Ж   | 10. септембар 1912. | 29. новембар 2020. | 108 година, 80 дана  | Пријани, Аустроугарска    | Каћ                      |
| 11    | Даринка Јандрић      | Ж   | 17. децембар 1910.  | 4. фебруар 2019.   | 108 година, 48 дана  | Аранђелово, Аустроугарска | Београд                  |
| 12    | Милева Грбић         | Ж   | 15. септембар 1902. | 31. октобар 2010.  | 108 година, 46 дана  | Аустроугарска             | Хртковци                 |
| 13    | Христина Ђорђевић    | Ж   | 10. фебруар 1894    | 31. децембар 2001  | 107 година, 324 дана | Општина Књажевац          | Бор                      |
| 14    | Мара Раденковић      | Ж   | 24. март 1909.      | 15. јануар 2017.   | 107 година, 297 дана | Краљевина Србија          | Београд                  |
| 15    | Раде Грујичић        | М   | 15. фебруар 1900.   | 4. децембар 2007.  | 107 година, 292 дана | Отиловићи, Црна Гора      | Јабука (Пријепоље)       |
| 16    | Даница Булатовић     | Ж   | 17. август 1917.    | Жива је            | 107 година, 349 дана | Колашин, Аустроугарска    | Лесковац                 |
| 17    | Радмила Божиновић    | Ж   | 25. јул 1914.       | 8. април 2022.     | 107 година, 257 дана | Београд                   | Београд                  |
| 18    | Илона Ковач          | Ж   | 15. октобар 1914.   | 5. јун 2022.       | 107 година, 233 дана | Бачка Топола              | Нови Сад                 |
| 19    | Радивоје Стевановић  | М   | 14. децембар 1914.  | 20. јун 2022.      | 107 година, 188 дана | Ресник (Крагујевац)       | Београд                  |
| 20    | Симо Ивошевић        | М   | 15. мај 1915.       | 22. октобар 2022.  | 107 година, 160 дана | Трепча (Вргинмост)        | Београд                  |
| 21    | Ирена Розенцвајг     | Ж   | 8. новембар 1909.   | 12. јануар 2017.   | 107 година, 65 дана  | Аустроугарска             | Суботица                 |
| 22    | Љубица Пешукић       | Ж   | 1. август 1905.     | 3. октобар 2012.   | 107 година, 62 дана  | Краљевина Србија          | Београд                  |
| 23    | Зита Главашки        | Ж   | 7. јануар 1918.     | 1. фебруар 2025.   | 107 година, 25 дана  | Суботица, Аустроугарска   | Београд                  |

## Најстарији српски емигранти (107+)
| Место | Име                   | Пол | Датум рођења        | Датум смрти         | Године               | Место рођења        | Место смрти/Пребивалиште              |
| ----- | --------------------- | --- | ------------------- | ------------------- | -------------------- | ------------------- | ------------------------------------- |
| 1     | Вероника Жилински     | Ж   | 4. фебруар 1908.    | 20. април 2021.     | 113 година, 75 дана  | Ковин               | Баја · ( Мађарска)                    |
| 2     | Бедришка Адамичкова   | Ж   | 6. октобар 1913.    | 1. септембар 2023.  | 109 година, 330 дана | Београд             | Праг · ( Чешка)                       |
| 3     | Фатиме Ахмети         | Ж   | 1. јануар 1906      | 3. септембар 2015   | 109 година, 245 дана | Свирце (Медвеђа)    | Девет Југовића (Приштина) · ( Косово) |
| 4     | Садбере Кадрији Иласи | Ж   | 21. априла 1910     | 11. јула 2019       | 109 година, 81 дан   | Прешево             | Женева · ( Швајцарска)                |
| 5     | Јулијана Ковач        | Ж   | 3. јун 1906.        | 29. октобар 2014.   | 108 година, 148 дана | Петропоље           | Вирџинија · ( Аустралија)             |
| 6     | Мими Черхати          | Ж   | 16. мај 1912.       | 6. мај 2020         | 107 година, 356 дана | Апатин              | Кулч (Фејер) · ( Мађарска)            |
| 7     | Јанош Андо            | Ж   | 10. децембар 1886.  | 25. септембар 1994. | 107 година, 289 дана | Кањижа              | Хатван · ( Мађарска)                  |
| 8     | Јено Јеноваи          | М   | 17. септембар 1893. | 4. новембар 2000.   | 107 година, 48 дана  | Бела Црква          | Будимпешта · ( Мађарска)              |
| 9     | Михајло Војнић        | М   | 14. март 1870.      | 15. март 1977.      | 107 година, 1 дан    | Кнежевина Србија    | Јукон · ( Канада)                     |
| 10    | Светомир Матовић      | М   | 8. септембар 1917.  | 8. септембар 2024.  | 107 година, 0 дана   | Златибор (Чајетина) | Хамилтон (Онтарио) · ( Канада)        |

## Хронолошки попис најстарије живе особе у Србији од 2007.
| Период           | Период           | Име                  | Пол | Животни век                                              | Пребивалиште (Место смрти) |
| од               | до               | Име                  | Пол | Животни век                                              | Пребивалиште (Место смрти) |
| ---------------- | ---------------- | -------------------- | --- | -------------------------------------------------------- | -------------------------- |
| Непознато        | 4. децембра 2007 | Раде Грујичић        | М   | 15. фебруар 1900 – 4. децембар 2007 107 година, 292 дана | Јабука (Пријепоље)         |
| 4. децембра 2007 | 8. јула 2009     | Костадинка Момировић | Ж   | 6. март 1900 – 8. јул 2009 109 година, 124 дана          | Буљане                     |
| 8. јула 2009     | 15. априла 2011  | Јово Латиновић       | М   | 19. август 1901 – 15. април 2011 109 година, 239 дана    | Београд                    |
| 15. априла 2011  | 20. октобра 2016 | Јелисавета Вељковић  | Ж   | 18. јул 1904 – 20. октобар 2016 112 година, 94 дана      | Београд                    |
| 20. октобра 2016 | 15. јануара 2017 | Мара Раденковић      | Ж   | 24. март 1909 – 15. јануар 2017 107 година, 297 дана     | Београд                    |
| 15. јануара 2017 | 4. фебруара 2019 | Даринка Јандрић      | Ж   | 17. децембар 1910 – 4. фебруар 2019 108 година, 48 дана  | Београд                    |
| 4. фебруара 2019 | 16. априла 2021  | Надежда Павловић     | Ж   | 1. јануар 1912 – 16. април 2021 109 година, 105 дана     | Београд                    |
| 16. априла 2021  | 6. јула 2022     | Тамара Крутиков      | Ж   | 27. март 1912 – 6. јул 2022 110 година, 101 дан          | Београд                    |
| 6. јула 2022     | тренутно         | Милка Бауковић       | Ж   | 5. фебруар 1915 – жива је 110 година, 177 дана           | Београд                    |

## Хронолошки попис најстаријих живих мушкараца у Србији од 2007.
| Период            | Период            | Име                 | Животни век                                              | Пребивалиште (Место смрти) |
| од                | до                | Име                 | Животни век                                              | Пребивалиште (Место смрти) |
| ----------------- | ----------------- | ------------------- | -------------------------------------------------------- | -------------------------- |
| Непознато         | 4. децембра 2007  | Раде Грујичић       | 15. фебруар 1900 – 4. децембар 2007 107 година, 292 дана | Јабука (Пријепоље)         |
| 4. децембра 2007  | 15. априла 2011   | Јово Латиновић      | 19. август 1901 – 15. април 2011 109 година, 239 дана    | Београд                    |
| 15. априла 2011   | 9. марта 2012     | Илија Трифуновић    | 16. јул 1907 – 9. март 2012 104 године, 237 дана         | Сокобања                   |
| 9. марта 2012     | 20. априла 2016   | Миливоје Матејић    | 5. фебруар 1910 – 20. април 2016 106 година, 75 дана     | Десине                     |
| 20. априла 2016   | 28. фебруара 2017 | Бранко Курјачки     | 30. децембар 1910 – 28. фебруар 2017 106 година, 60 дана | Србобран                   |
| 28. фебруара 2017 | 20. маја 2017     | Витомир Божић       | 15. новембар 1912 – 20. мај 2017 104 године, 186 дана    | Аранђеловац                |
| 20. маја 2017     | 20. јуна 2020     | Степан Добрицановић | 5. фебруар 1914 – 20. јун 2020 106 година, 135 дана      | Рудна Глава                |
| 20. јуна 2020     | 20. јуна 2022     | Радивоје Стевановић | 14. децембар 1914 – 20. јун 2022 107 година, 188 дана    | Београд                    |
| 20. јуна 2022     | 22. октобра 2022  | Симо Ивошевић       | 15. мај 1915 – 22. октобар 2022 107 година, 160 дана     | Београд                    |
| 22. октобра 2022  | 12. јануара 2024  | Живан Поповић       | 30. јануар 1917 – 12. јануар 2024 106 година, 347 дана   | Латвица                    |
| 12. јануара 2024  | тренутно          | Живорад Марковић    | 9. октобар 1919 – жив је 105 година, 296 дана            | Београд                    |